# Francisco Galdós Gauna
Francisco Galdós Gauna (Lasarte, Vitòria, 6 de maig de 1947) va ser un ciclista basc, que fou professional entre 1969 i 1980. El seu principal èxit fou una etapa al Giro d'Itàlia i el Tour de Romandia de 1975.

## Biografia
Tot i que va aconseguir poc triomfs, Galdós va ser un dels grans ciclistes bascos dels anys setanta del segle xx, aconseguint bons resultats a les tres Grans Voltes.
Francisco Galdós es va donar a conèixer el 1968 a la Volta a Cantàbria, cursa reservada aquell any als ciclistes aficionats. Va començar la seva carrera com a professional el 1969 a l'equip KAS, equip que es convertiria en un dels més forts del panorama ciclista, obtenint la vuitena posició en la Dauphiné Libéré.
Galdós era un corredor preparat per a les Grans Voltes, degut a les seves característiques: estava dotat de bones condicions per a la muntanya, una gran regularitat i fons, i era capaç de defensar-se molt bé en les contrarellotges. Va participar onze vegades al Tour de França, sis al Giro d'Itàlia i quatre a la Volta a Espanya. Va pujar tres vegades al pòdium (dos al Giro i una a la Vuelta).
La seva millor temporada fou la de 1975, quan va obtenir les dues victòries més importants de la seva carrera, la classificació general del Tour de Romandia i l'etapa del pas de l'Stelvio del Giro d'Itàlia. A més va finalitzar en la segona posició de la cursa italiana, a 41" del vencedor final, l'italià Fausto Bertoglio.
Va acabar la seva carrera el 1980 a l'equip Kelme.

## Palmarès
- 1968
  - 1r a la Volta a Cantàbria
  - 1r al Cinturó a Mallorca
- 1972
  - 1r al Trofeu Masferrer
  - 1r al Memorial Manuel Galera
- 1975
  - 1r al Tour de Romandia i vencedor d'una etapa
  - 1r a la Volta a Cantàbria
  - 1r a la Pujada a Arrate
  - Vencedor d'una etapa del Giro d'Itàlia i  1r del Gran Premi de la Muntanya
- 1976
  - 1r a la Volta a Cantàbria i vencedor d'una etapa
- 1977
  - 1r a la Volta a Cantàbria i vencedor d'una etapa
- 1978
  - 1r a la Volta a La Rioja
  - Vencedor d'una etapa de la Volta a Catalunya

### Resultats al Tour de França
- 1969. 21è de la classificació general
- 1970. 9è de la classificació general
- 1971. 11è de la classificació general
- 1973. 20è de la classificació general
- 1974. Abandona (16a etapa)
- 1975. Abandona (20a etapa)
- 1976. 6è de la classificació general
- 1977. 4t de la classificació general
- 1978. 7è de la classificació general
- 1979. 28è de la classificació general
- 1980. Abandona (5a etapa)

### Resultats al Giro d'Itàlia
- 1971. 4t de la classificació general
- 1972. 3r de la classificació general
- 1973. 9è de la classificació general
- 1974. 17è de la classificació general
- 1975. 2n de la classificació general. Vencedor d'una etapa.  1r del Gran Premi de la Muntanya
- 1976. 18è de la classificació general

### Resultats a la Volta a Espanya
- 1970. 6è de la classificació general
- 1972. 18è de la classificació general
- 1979. 2n de la classificació general
- 1980. 8è de la classificació general